# قلعة شوش
قلعة شوش هي قلعة تأريخية قديمة تم إنشاؤها في القرن التاسع عشر في محافظة خوزستان القريبة من الخليج العربي جنوب غرب جمهورية إيران والتي تُعَد من المعالم الأثرية التي يعود بناؤها إلى العصر القاجاري. وقلعة شوش بصورة عامة، تُعتبَر قلعة كبيرة وضخمة جداً تقع على مرتفع جبلي وسط مدينة شوش التأريخية القديمة وتشرف على مناطق شاسعة من الأراضي المحيطة بها، وقد خصصت الجمهورية الإيرانية إدارةً خاصة لحمايتها وتنظيم الزيارات والإطلاع على معالمها، وهي تتصل بالمدينة من خلال شارع مبلط بالقير. يُذكَر أن مدينة شوش أو كما تسمى قديماً شوشان (Susa) وتُلفظ سوزا، هي من أقدم المدن التأريخية في العالم ،فهي عاصمة جمهورية إيران التأريخية، وعاصمة العيلاميين وحضارتهم. يعود تأريخ شوش إلى أكثر من 4000 سنة قبل الميلاد وقد اُُكتُشِفًت حولها بعض القرى يعود تأريخها إلى 7000 سنة قبل الميلاد. تقع مدينة شوش على بُعد أكثر من 130 كيلومتر شمال مدينة الأهواز وعلى بعد حوالي 35 كيلومتر جنوب شرق مدينة انديمشك وحوالي 40 كيلومتر شرق مدينة دزفول التأريخية، وتمر بمحاذاة المدينة سكة قطار طهران - أهواز وخرمشهر. تتوسط شوش نهرين هما نهر الكرخة غرباً ونهر الدز شرقاً، يحف النهرين غابتان كثيفتان من أشجار الغَرَب والطَرفَة وغيرها التي تنمو في مناخ المنطقة الحار صيفاً والبارد شتاءً، وتضم الغابتان أنواعاَ من الطيور والحيوانات. في المدينة آثار تأريخية قديمة تعود للحضارة العيلامية وآثار من الحقبة الاخمينية، وكذلك تتشرف المدينة بقبر نبي الله دانيال (عليه السلام). كما وان للمدينة شهرة عالمية واسعة وهي معروفة في الخارج أكثر مما في داخل جمهورية إيران نظراً لأهميتها التأريخية، لذا يزورها سنوياً العديد من السياح الأجانب من شتى البلاد، من ضمنهم اليهود الذين يقصدون بالدرجة الأولى زيارة مزار النبي دانيال.

## أسماء القلعة الأخرى
ان قلعة شوش وبسبب الاستخدام الوفير لأنواع الطابوق خاصةً تلك التي تتزين بالنقوش البارزة على أبعاد مختلفة والنقوش المينائية، تسمى «متحف الطابوق» أيضاً.

## موقع القلعة الجغرافي
تقع قلعة شوش التأريخية في مدينة شوش (سوس)، والتي تبعد بدورها 90 كيلومتراً شمال مدينة الأهواز والتي تُعتبَر مركز محافظة خوزستان التي تقع جنوب غرب جمهورية إيران بالقرب من الخليج العربي واروند رود. ان مدينة خوزستان هي مرکز رئيسي لإستخراج النفط في إيران. تنتهي خوزستان من الشمال إلى محافظة لرستان، ومن الشمال الشرقي إلى محافظة أصفهان، ومن الشمال الشرقي والشرق إلى محافظة جهار محال وبختياري، ومن الشمال الغربي إلى محافظة إيلام، ومن الشرق والجنوب الشرقي إلى محافظة کهگيلويه وبويراحمد، ومن الجنوب إلى الخليج العربي، ومن الغرب إلى جمهورية العراق. وتُعَد محافظة خوزستان إحدى أکبر المحافظات الجنوبية لإيران حيث يوجد فيها مناطق سياحية مميزة في المجالات الطبيعية، التأريخية، الاجتماعية والثقافية. وتُعتبَر محافظة خوزستان من المناطق القديمة ذات حضارة عريقة في العالم وهي إحدى المناطق الخصبة لإيران ويطلق عليها «زرخير» أي (المنطقة التي تنتج الذهب) ولها تربة ومناخ مناسب للزراعة ويتم إنتاج أنواع المحصولات الزراعية فيها.

## بناء القعة
تم بناء هذه القلعة في عام 1897 للميلاد، فوق أعلى منطقة بمدينة شوش، حيث استخدم معماريو مدينة دزفول انواعاً من الطابوق المأخوذ من بقايا قصر داريوش (داريوس) وكذلك أعداد كبيرة من الطابوق المنحوت عليها بالخط المسماري والعائد إلى معبد تشغازنبيل، وبنوا هذه القلعة بالقرب من قصر «آكروبول». ان المهندس والمصمم المعماري لقعلة شوش هو «جاك دمورغن» الفرنسي الذي بناها على هضبة أثرية بالقرب من مرقد نبي الله دانيال (عليه السلام)، وذلك لإقامة علماء الآثار الفرنسيين فيها. ان المادة الانشائية الأصلية المستخدمة في بناء جدران قلعة شوش هي الطوب تعلوه طبقة من أنواع الطابوق تعود إلى شتى الأدوار التأريخية في إيران.

## تصميم القلعة
تم تصميم قلعة شوش الأثرية على شكل شبه المنحرف، حيث تقع قاعدتها الصغيرة في الجهة الشمالية. يحيط بالقلعة دهليز وعدد من الغرف التي تفتح نوافذها على الساحة. القلعة لها ساحتان وتحيط بهما فناءات عِدَة، مما جعلها تشبه القلاع الأوروبية في القرون الوسطى. الساحة الثانية أكثر ارتفاعاً من الساحة الأولى، كما توجد في قبو الساحة الثانية قاعتان. من الأقسام الأخرى لقلعة شوش يمكن الإشارة إلى غرفة زجاجية صغيرة تُعرَف بالقبعة الإفرنجية، وبرج على شكل إسطوانة يقع في غرب القلعة كان يستخدم كبرج الحمامة وكذلك برج يتوسط الساحة.

## أهم الآثار المكتشفة في القلعة
بعد القيام بعمليات الاكتشاف التي أجريت على هضبة القلعة، عثر علماء الآثار على أشياء قديمة من بينها تمثال «الملكة نابير استوستون» المعروف، وزجاج شوش الفخاري الشهير باللون الحمصي ونقش لوعل وكذلك شريعة الملك حمورابي.

## معرض صور

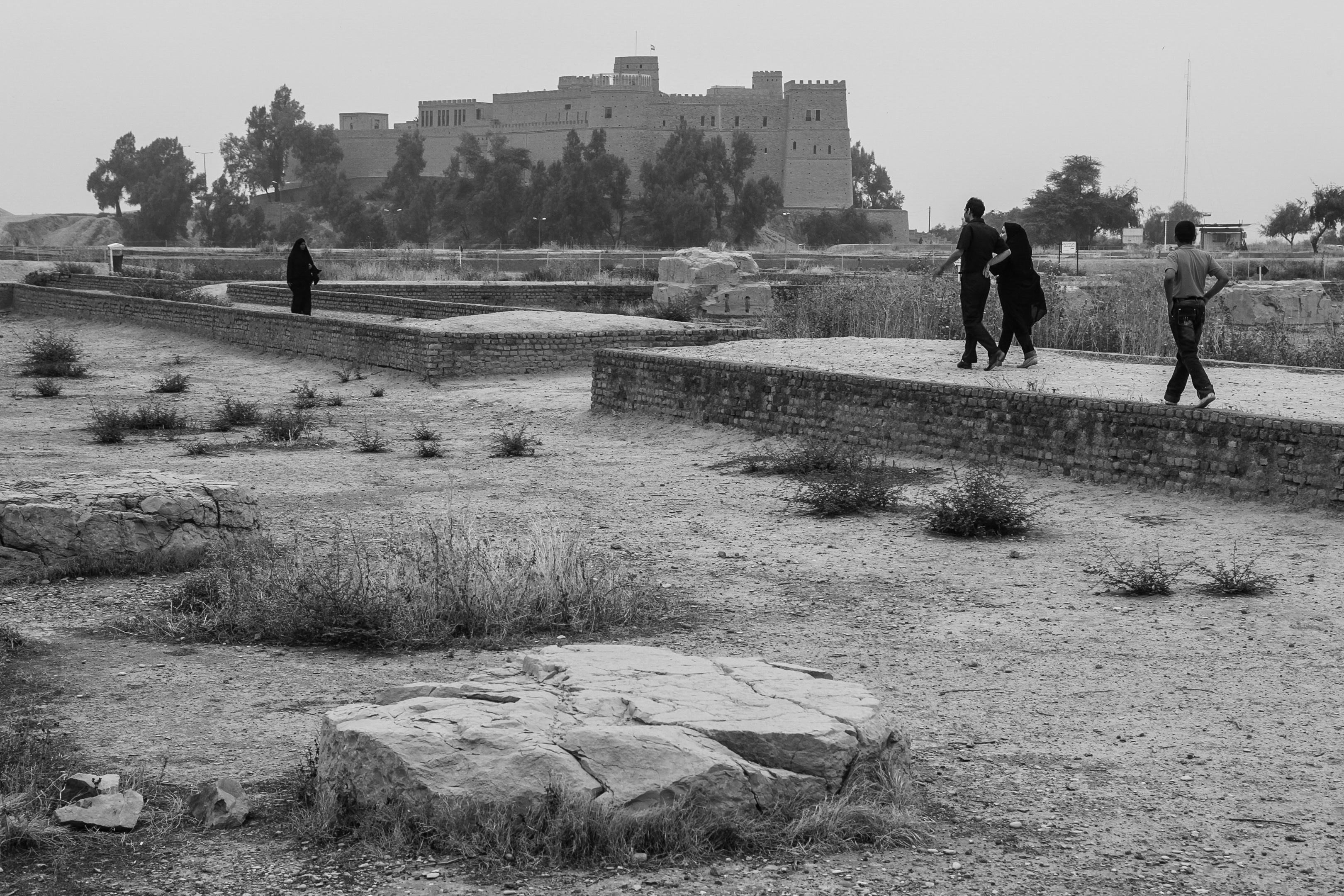
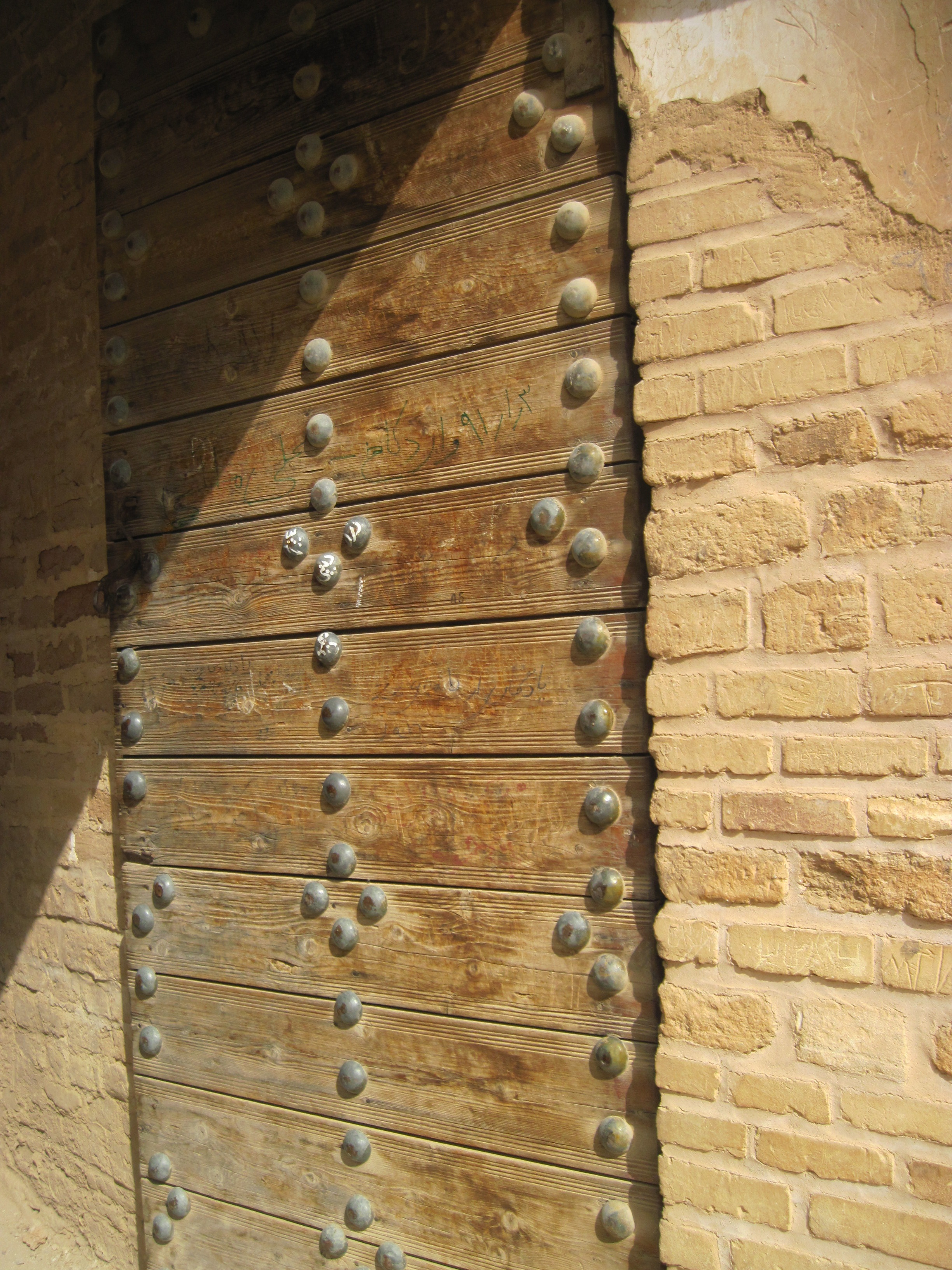
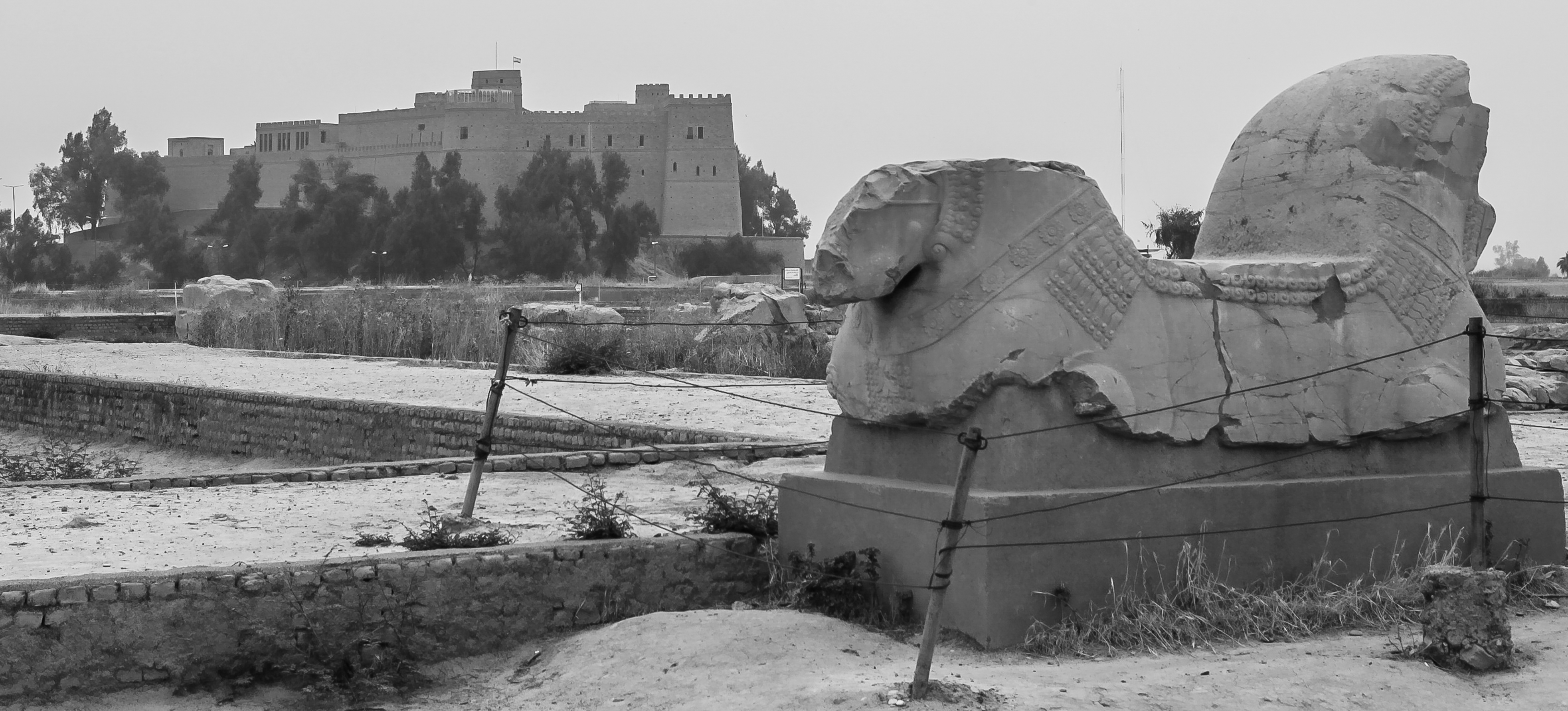
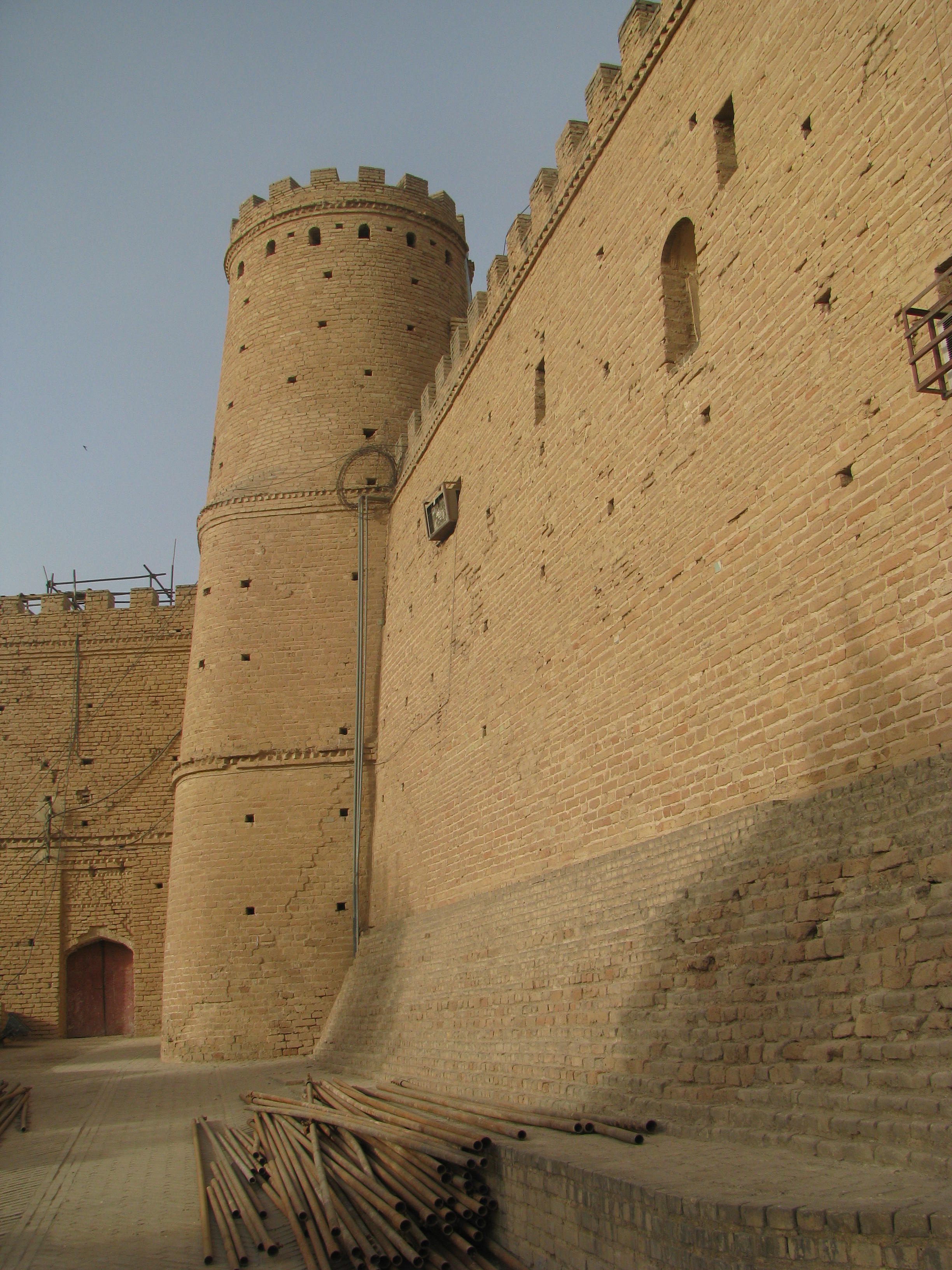
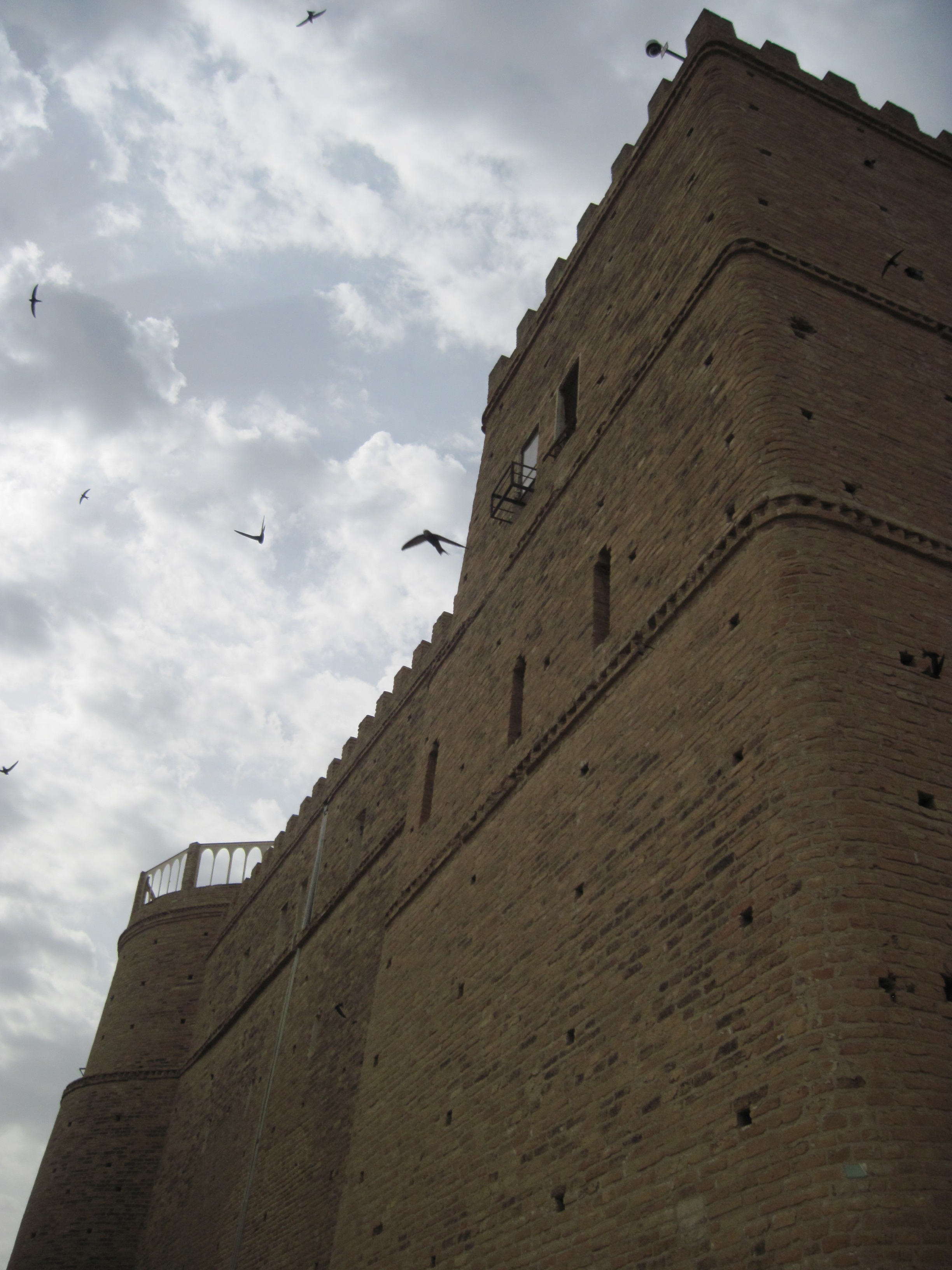
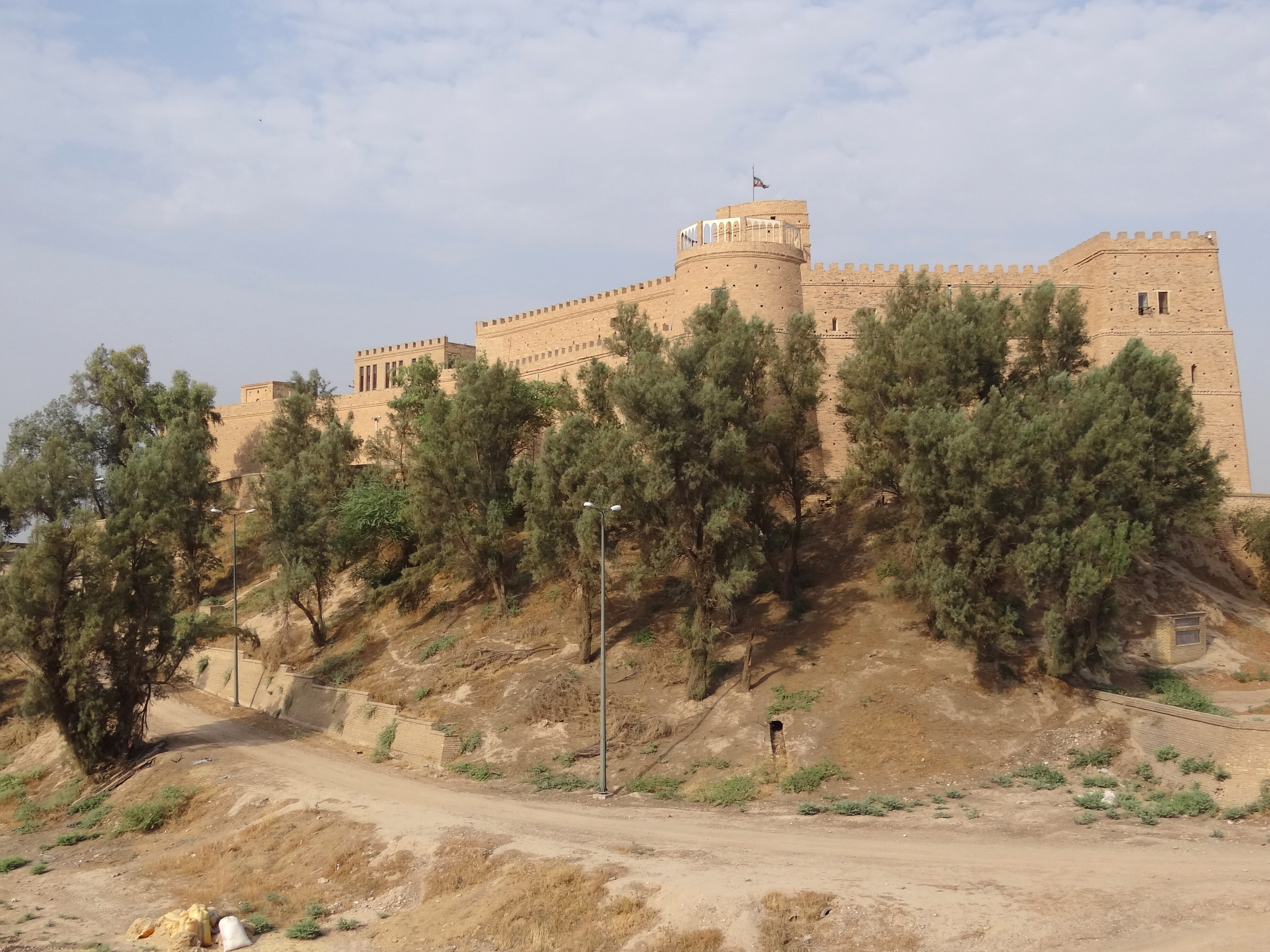